# Coracina
Coracina es un género de aves paseriformes perteneciente a la familia Campephagidae. Sus miembros, conocidos comúnmente como orugueros, habitan en áreas forestales y arboladas de África, Asia y Oceanía.

## Especies
El género contiene 57 especies:
- Coracina abbotti – oruguero de Abbott;
- Coracina analis – oruguero de Nueva Caledonia;
- Coracina atriceps – oruguero moluqueño;
- Coracina azurea – oruguero azulado;
- Coracina bicolor – oruguero bicolor;
- Coracina boyeri – oruguero de Boyer;
- Coracina caeruleogrisea – oruguero picogrueso;
- Coracina caesia – oruguero gris;
- Coracina caledonica – oruguero de Melanesia;
- Coracina ceramensis – oruguero pálido;
- Coracina cinerea – oruguero malgache;
- Coracina coerulescens – oruguero negruzco;
- Coracina cucullata – oruguero de las Comores;
- Coracina dispar – oruguero de las Kai;
- Coracina dobsoni – oruguero de las Andamán;
- Coracina dohertyi – oruguero de Sumba;
- Coracina fimbriata – oruguero menor;
- Coracina fortis – oruguero de Buru;
- Coracina graueri – oruguero de Grauer;
- Coracina holopolia – oruguero de las Salomón;
- Coracina incerta – oruguero incierto;
- Coracina ingens – oruguero de la Manus;
- Coracina insperata – oruguero de Ponapé;
- Coracina javensis – oruguero de Java;
- Coracina larvata – oruguero de la Sonda;
- Coracina leucopygia – oruguero culiblanco;
- Coracina lineata – oruguero lineado;
- Coracina longicauda – oruguero encapuchado;
- Coracina macei – oruguero de Macé;
- Coracina maxima – oruguero terrestre;
- Coracina mcgregori – oruguero de McGregor;
- Coracina melanoptera – oruguero cabecinegro;
- Coracina melas – oruguero negro;
- Coracina melaschistos – oruguero alinegro;
- Coracina mindanensis – oruguero filipino;
- Coracina monacha – oruguero de Palaos;
- Coracina montana – oruguero ventrinegro;
- Coracina morio – oruguero de Célebes;
- Coracina nesiotis – oruguero de Yap;
- Coracina newtoni – oruguero de Reunión;
- Coracina novaehollandiae – oruguero carinegro;
- Coracina ostenta – oruguero aliblanco;
- Coracina papuensis – oruguero papúa;
- Coracina parvula – oruguero  de Halmahera;
- Coracina pectoralis – oruguero pechiblanco;
- Coracina personata – oruguero de Wallacea;
- Coracina polioptera – oruguero de Indochina;
- Coracina remota – oruguero de las Bismarck;
- Coracina salomonis – oruguero de San Cristóbal;
- Coracina schistacea – oruguero pizarroso;
- Coracina schisticeps – oruguero cabecigrís;
- Coracina striata – oruguero barrado;
- Coracina sula – oruguero de Sula;
- Coracina temminckii – oruguero de Temminck;
- Coracina tenuirostris – oruguero picofino;
- Coracina typica – oruguero  de Mauricio;
- Coracina welchmani – oruguero de Welchman.